# Pete de Freitas
Peter Louis Vincent de Freitas (Port of Spain, 2 augustus 1961 – Longdon (Staffordshire), 14 juni 1989) was een Britse rockmuzikant (drums, percussie) en producent. Hij was de drummer van Echo & the Bunnymen en trad op op hun eerste vijf albums.

## Biografie
De Freitas werd geboren in Port of Spain, Trinidad en Tobago en werd opgeleid door de Benedictijnen aan de Downside School in Somerset, in het zuidwesten van Engeland. Zijn vader Denis was een auteursrechtadvocaat. Hij kwam in 1979 bij de Bunnymen en verving een drummachine. Hij financierde, produceerde en speelde drums onder de naam Louis Vincent op de eerste single The Revolutionary Spirit van The Wild Swans in 1982 voor het Zoo Records label.
In 1985 verliet de Freitas de band tijdelijk. Hij bracht enkele maanden door met drinken in New Orleans, terwijl hij probeerde de nieuwe band The Sex Gods te formeren. In 1987 keerde hij terug naar The Bunnymen om hun vijfde album op te nemen, maar alleen als parttime lid. 

## Privéleven en overlijden
Hij trouwde in hetzelfde jaar en zijn dochter Lucie Marie werd geboren in 1988. Hij stierf bij een motorongeluk in 1989 op 27-jarige leeftijd, op weg naar Liverpool vanuit Londen. Hij reed op een 900cc Ducati-motorfiets op de A51-weg in Longdon Green, Staffordshire, toen hij om ongeveer 16.00 uur in botsing kwam met een motorvoertuig. Zijn as werd begraven in Goring-on-Thames. Zijn zussen Rose en Rachel waren oprichters van de band The Heart Throbs. Zijn broer Frank is de bassist van The Woodentops.
- Library of Congress Control Number: no98036781
- MusicBrainz: 9a0fe101-f7a4-47fc-a3a2-1606588cec6c
- Virtual International Authority File: 304149294370180522381